# Sezures (Vila Nova de Famalicão)
Sezures is een plaats (freguesia) in de Portugese gemeente Vila Nova de Famalicão en telt 619 inwoners (2001).